# 小口雙線䲁
小口雙線䲁（學名：Enneapterygius kosiensis），為輻鰭魚綱䲁形目三鰭䲁科雙線䲁屬的一個種，分布於西印度洋南非夸祖魯-納塔爾省海域，深度1至30公尺，本魚體型小呈圓柱狀，眼眶上具有觸鬚，頸背無觸鬚，側線有12個有孔的鱗片和21-22個有缺刻的鱗片，頸背有鱗，腹部裸露，背鰭3個，第一背鰭略高於第二背鰭，第二背鰭佔體深的75-90%，背鰭硬棘15枚、背鰭軟條9枚、臀鰭硬棘1枚、臀鰭軟條16-17枚，體長可達1.9公分，棲息在礁石區，雌魚產附著性卵在藻類築的巢，雄魚會守護卵，幼魚為浮游性，生活習性不明。